# 村上教会
村上教会 （むらかみきょうかい）は、新潟県村上市にある日本基督教団の教会である。
1878年5月に新潟在住のセオボールド・パームと押川方義により開始された。
1880年5月最初の信徒である石黒飄が誕生する。さらに、大和田清晴、大橋友益らの医師が受洗する。パームの帰国後は、アメリカン・ボードに伝道が引き継がれる。
1884年に沢山保羅の伝道により教会設立の向けて動き、1884年8月に教会が創立される。後に、加藤勝弥や大和田清晴らの影響で、長老系の日本基督一致教会に所属する。一時は、加藤の出身地の岩船郡板屋沢村（現・村上市板屋沢）にも講義所がおかれた。
1979年に開教100年を記念して移転する。

## 出身者
- 長尾右門 (長尾半平の父)
- 児玉金八郎
- 青山てつ (黒岩四方之進の妻)
- 青山正久